# J-FRIENDS
J-FRIENDS（ジェイ-フレンズ）は、ジャニーズ事務所内の関西出身のメンバーがいるユニット3組による、阪神・淡路大震災へのチャリティー活動の一環として1997年12月に結成され、2003年3月まで活動した期間限定のスペシャルプロジェクト。

## メンバー
- TOKIO（城島茂・山口達也・国分太一・松岡昌宏・長瀬智也）
- V6（坂本昌行・長野博・井ノ原快彦・森田剛・三宅健・岡田准一）
- KinKi Kids（堂本光一・堂本剛）

1997年までにデビューしていた事務所所属グループの中で、関西出身者がいる（下記参照）、この3グループTOKIO、V6、KinKi Kidsがユニットとして活動することとなった。総勢13名。
最年長から城島茂（関）→坂本昌行→山口達也→長野博→国分太一→井ノ原快彦→松岡昌宏→長瀬智也→堂本光一（関）→森田剛→堂本剛（関）→三宅健→岡田准一（関）
関…関西出身のメンバー

## 概要
1995年1月17日の阪神・淡路大震災へのチャリティー活動の一環として1997年12月に結成。主に毎年年末にCDリリースやジャニーズカウントダウンライブを行い、収益の一部を被災者救済の義援金として寄付するとともに、募金の呼びかけなど社会貢献活動を行った。
震災発生当時の小学校1年生が義務教育を終了するまでを期限とした活動だったため、2003年3月でその活動に幕を降ろした。リリースしたシングル・ミニアルバムは、全てオリコン初登場1位を獲得している。
2004年3月18日、神戸市役所内に「ありがとうJ-FRIENDS」と題された記念碑が建立された。

## 作品
毎回豪華な作家陣が楽曲を提供した。発売元は作品ごとに異なる。シングルはすべて初回限定盤と通常盤の2種類が制作され、それぞれのアーティストの所属先から発売された（TOKIO=ソニーレコード→ユニバーサルJ、V6=avex trax、KinKi Kids=ジャニーズ・エンタテイメント）。

### シングル
|     | 発売日         | タイトル                          | 備考                               | 最高順位 |
| --- | -------------- | --------------------------------- | ---------------------------------- | -------- |
| 1st | 1998年1月21日  | 明日が聴こえる/Children's Holiday |                                    | 1位      |
| 2nd | 1999年12月22日 | Next 100 Years                    | デモとして稲葉浩志歌唱版も存在する | 1位      |
| 3rd | 2000年11月29日 | I WILL GET THERE                  | Boyz II Men のシングル曲のカバー   | 1位      |
| 4th | 2001年12月19日 | ALWAYS (A SONG FOR LOVE)          |                                    | 1位      |
| 5th | 2002年12月18日 | Love Me All Over                  |                                    | 1位      |

### ミニアルバム
|     | 発売日        | タイトル            | 最高順位 |
| --- | ------------- | ------------------- | -------- |
| 1st | 1999年1月13日 | People Of The World | 1位      |

### DVD・ビデオ
|     | 発売日        | タイトル                                | 備考           |
| --- | ------------- | --------------------------------------- | -------------- |
| 1st | 1998年1月21日 | People Of The World                     | 10万本限定生産 |
| 2nd | 2003年4月9日  | J-FRIENDS Never Ending Spirit 1997-2003 |                |

## タイアップ
| 曲名                     | タイアップ |
| ------------------------ | --- |
| 明日が聴こえる           | 日本テレビ系『'98ウィンタースポーツ』テーマソング 日本テレビ系『長野オリンピック』中継イメージソング                                                                                           |
| People Of The World      | フジテレビ系『走れ!21世紀へワールドカウントダウン』キャンペーンソング |
| Next 100 Years           | フジテレビ系『走れ!21世紀へワールドカウントダウン』キャンペーンソング |
| I WILL GET THERE         | 日本テレビ系『ピカイチ』 日本テレビ系『ザ!鉄腕!DASH!!』 TBS系『学校へ行こう!』 TBS系『ガチンコ!』 フジテレビ系『メントレG』 フジテレビ系『お笑いV6病棟!』 フジテレビ系『LOVE LOVE あいしてる』 |
| ALWAYS (A SONG FOR LOVE) | フジテレビ系『メントレG』 フジテレビ系『VivaVivaV6』 フジテレビ系『堂本兄弟』2001年12月テーマソング                                                                                            |
| Love Me All Over         | フジテレビ系『メントレG』 フジテレビ系『VivaVivaV6』 フジテレビ系『堂本兄弟』2002年12月テーマソング                                                                                            |

## 年度寄付額
| 年度               | 寄付総額        |
| ------------------ | --------------- |
| 1998年（平成10年） | 1億5511万2341円 |
| 1999年（平成11年） | 1億9899万5266円 |
| 2000年（平成12年） | 1億6676万681円  |
| 2001年（平成13年） | 8610万7742円    |
| 2002年（平成14年） | 1億1155万5910円 |
| 2003年（平成15年） | 1億1841万9915円 |
| 総額               | 8億3695万1855円 |

J-FRIENDS結成以前のチャリティー活動を含めると、寄付総額は9億1822万6449円。